# Da bò

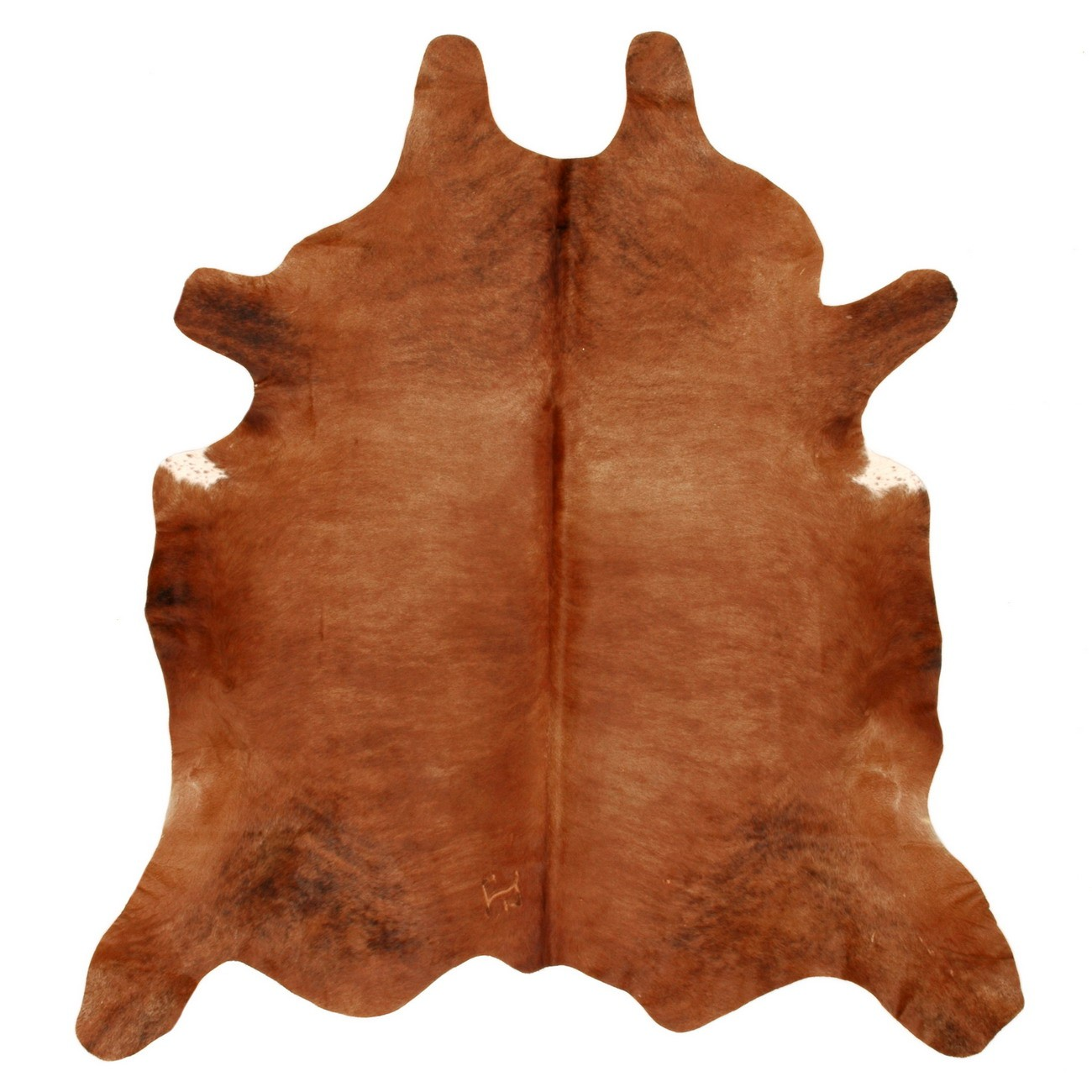
Một tấm da bò

Da bò (Cowhide) là tấm da tự nhiên, chưa tẩy trắng kèm theo lông của một con bò. Nó giữ lại màu gốc tự nhiên của động vật, đặc biệt là nhiều giống bò có màu vàng da bò (buff). Da bò còn là một sản phẩm của ngành công nghiệp chế biến thực phẩm từ gia súc, khi những con bò khác bị giết đặc biệt vì da của chúng. Da bò cũng có thể được chế biến thành phẩm da thuộc, có thể được sử dụng để làm những thứ như giày, ví (bóp), áo jacket da và thắt lưng, đây là chất liệu mềm mịn, có giá thành cao hơn các loại da khác. Lỗ chân lông có hình tròn, thẳng, và phân bố đồng đều, cùng với độ dẻo dai và bền bỉ cùng khả năng chịu bào mòn tốt nhất trong tất cả các loại da chính vì vậy da bò được sử dụng nhiều trong các mặt hàng thời trang và trong ngành thuộc da.

## Tổng quan

### Thuộc da
Khi một con bò bị giết, da chúng sẽ bị lấy đi. Sau đó nó được chọn ở trạng thái thô, ngay từ khi nó được làm muối. Nó được chọn và thao tác theo kích thước và màu sắc. Trong xưởng thuộc da, một sợi tóc truyền thống trên phương pháp thuộc da được sử dụng để đảm bảo rằng lớp da mềm mại, và ít nhạy cảm với mùi và rụng lông, xơ lông (moulting). Nó đảm bảo rằng da bò sẽ kéo dài hơn. Sau đó nó được sấy khô một cách tự nhiên và các loại da tốt nhất được tách ra khỏi phần còn lại, với những thứ không thể được sử dụng đầy đủ như các vật dụng trang trí được tách ra để sử dụng làm thảm chắp vá. Đây thường là những cách khiến con bò bị tổn thương (ví dụ như vết cắt và các vết thương khác trên da trong suốt cuộc đời của động vật) làm cho da bị rách khô.

### Đặc điểm
Da bò có thể được nhuộm để trông giống như da hổ hoặc da ngựa vằn, nhưng nhuộm thường được dành riêng cho chất da bò có chất lượng thấp hơn. Các loại da chất lượng tốt nhất thường được thấy bằng màu sắc tự nhiên của chúng, dựa trên giống bò. Thường thì hai loại da bò và da trâu khá là khó phân biệt. Da bò bền, mịn, và giá thành cũng cao hơn da trâu. Da bò lỗ chân lông có hình tròn, thẳng, không khít lại với nhau và phân bố đều. Còn da trâu thì lỗ chân lông to hơn, số lỗ ít hơn, mềm nhão hơn da bò, trông không được mịn và đẹp như da bò. Da bò gồm các loại:
- Loại da bò sáp thì sẽ mịn, lỗ chân lông nhỏ khít hơn, nhưng nhìn kỹ vẫn có lỗ chân lông.
- Loại da bò hạt thì rõ lỗ chân lông, trông sần sùi hơn, rõ lỗ chân lông hơn da bò mịn, gần như da trâu nhưng không to bằng nhưng lỗ chân lông và độ sần của da bò không bằng da trâu.

Màu lông và ngoại hình bò là đặc trưng loài, có mối liên hệ nội tại mật thiết khi phân loại bò, xác định tuổi và giá trị kinh tế, cung cấp căn cứ quan trọng cho gây giống, chăn nuôi và chọn lọc sử dụng các giống bò. Màu lông bò là tiêu chí quan trọng trong đặc trưng loài. như bò Hà Lan (Holstein) lông màu đen lang trắng, bò Jersey lông màu vàng nâu, bò Hereford và bò Simmental có mặt trắng. Màu lông bò thường chia thành sáu loại: trắng, đỏ, đen, nâu, xám, sọc trắng và các biến thể.
Cơ chế di truyền màu trắng gồm ba loại:
- Gen trắng trội WW: là lông trắng, ww là lông đỏ, Ww là màu cát (cát đỏ), thường thấy ở bò sừng ngắn Anh, Ww nếu mang gen màu đen B sẽ là màu lam xám hoặc gọi là lam cát (trên thực tế là màu trộn giữa đen và trắng), dưới ánh mặt trời sẽ nhìn thành màu lam xám.
- Gen bạch hóa lặn cc: da, lông, mắt đều không có sắc tố như bò Hà Lan và Bò Hereford.
- Toàn thân màu trắng chỉ có phần tai là đen: thường thấy ở bò vùng cao Thụy Điển, đây thực tế là hình thức phổ biến nhấy của bò sọc trắng.

Ở bò sữa, bò thịt và lấy sữa, bò thịt, lớp lông phần lớn là có các sọc trắng ở mức độ khác nhau, ở bò sữa trắng đốm đen thường gặp, toàn bộ màu sắc được quyết định bở gen S, màu điểm được quyết định bởi gen ss, kích thước điểm màu chịu tác động của gen sửa chữa (repair), hình thức khác là lông hai bên cơ thể có màu, đường lưng và đường bụng (gồm cả phần trước ngực) có màu trắng, chân sau có màu trắng như bò Hereford, màu sắc do gen trội SG quyết định, còn có loài màu lông trắng ở mặt là do gen trội SH quy định; S, SG, SH, s là các alen, giữa S, SG, SH không trội hoàn toàn, nhưng đều trội át s.
Thông thường, ở màu lông bò, màu đen (B) trội át các màu khác; màu đỏ (r) lặn át các màu khác. Màu sọc trắng thông thường (s) lặn át với màu thuần, nhưng lại trội át các màu trắng dưới đây: màu trắng ở mặt bò Hereford, Bò Simmental (SH), màu trắng ở vùng chân và bụng dưới của bò đen đốm trắng, màu trắng ở vùng thắt lưng Bò Belted Galloway. Các đốm đen nhỏ trên da trội (Ps), màu nâu đen (da hổ) lặn (br); màu chân sau trội át màu trắng chân sau (Pe), màu hồng phấn ở đuôi mắt và mũi trội (Re). Màu lông bò cũng liên quan đến hơn 1 cặp gen, tính trội lặn của nó cũng phức tạp. Màu đen (B) ở bò Angus trội át màu đỏ (b), còn loài bò sừng ngắn lại có màu đen đỏ (R) đều trội át màu trắng (W), dị hợp tử là bò đỏ đốm trắng, chúng sẽ sinh ra thế hệ sau là bò lông đỏ (lông hung) và bò lông trắng.

## Sử dụng

### Trang phục
Phụ nữ bộ lạc người Himba được cho là đẹp nhất châu Phi, họ để ngực trần, chỉ quấn cái khố nhỏ bằng da bò để che phần dưới thân. Trong văn hóa Nguni, trong số những người Zulu ở miền Nam châu Phi, da bò được tuyển chọn theo nhiều cách khác nhau, mặc dù gần đây nó để sử dụng nghi lễ. Da bò đã được sử dụng để làm cho lá chắn Nguni và váy truyền thống được gọi là isidwaba. Người đàn ông mặc một cái quần da bò, ibeshu, để che mông, và vải lout umutsha được buộc vào cơ thể bằng một vành đai che đậy. Iphovela là một cái mũ làm bằng da bò, và ishoba hoặc umshokobezi là một loại đuôi bò được sử dụng làm trang trí cho cánh tay hoặc chân.

### Ẩm thực

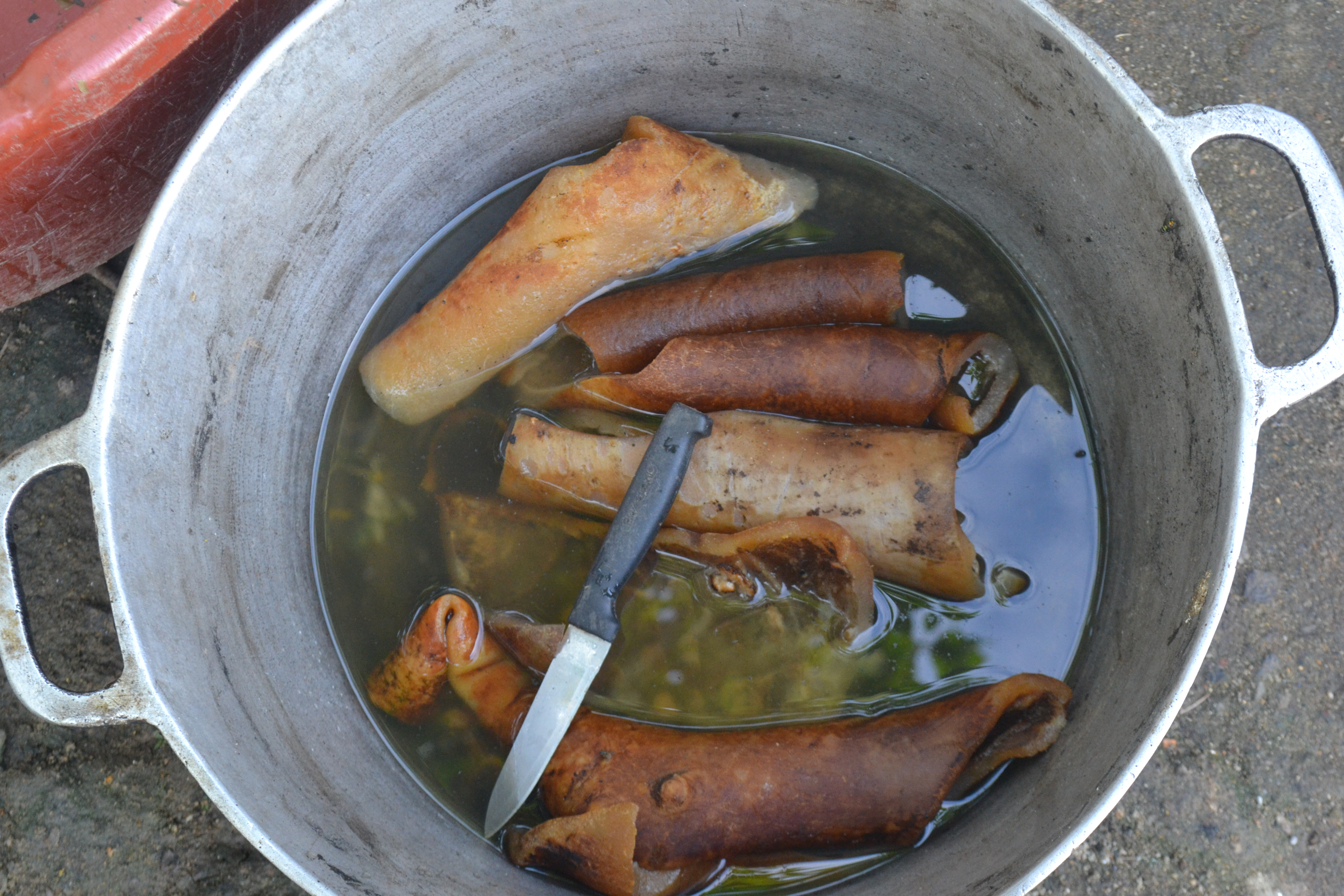
Một món da bò luộc

Trong ẩm thực, da của bò cũng là nguyên liệu làm các món ăn, chẳng hạn như để làm món gỏi da bò phải chọn loại bò non vì bò càng non da càng non và mềm, 1 kg da bò có thể đủ cho 10 -12 người ăn. Da bò khô, sạch thái mỏng càng mỏng càng ngon, càng dẻo, giòn. Gỏi da bò ngon và rất bổ, nhưng cũng rất khó tìm, chỉ có nơi nào có lò mổ xẻ bò tìm được mảng da ngon để làm gỏi. Da bò có thể nấu các món ăn ngon như da bò xào nghệ thơm lừng, gỏi da bò giòn dai hấp dẫn, da bò cuốn filet độc đáo. Các món từ da bò đều có hương vị thơm ngon không kém thịt bò.